# Handtaschen-Weitwurf-Weltmeisterschaft

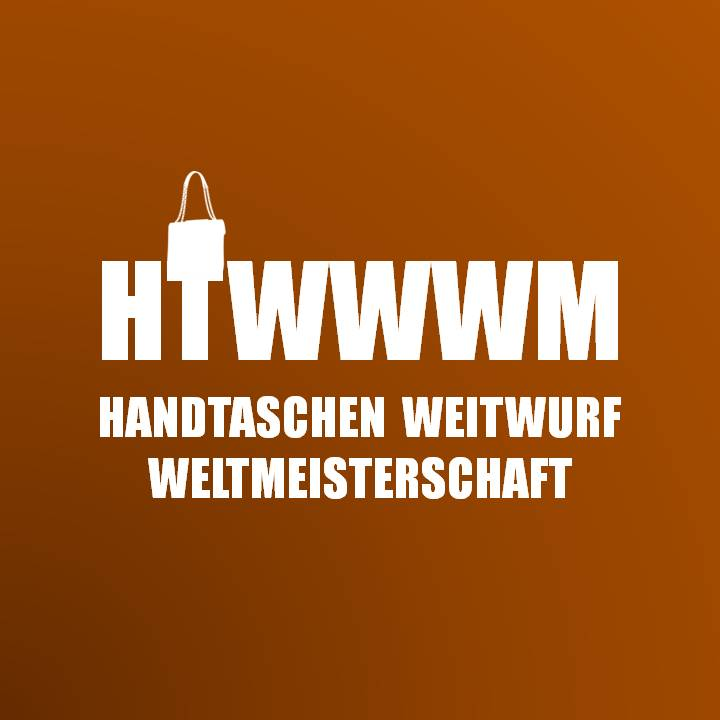
Logo der HTWWWM

Die Handtaschen-Weitwurf-Weltmeisterschaft (HTWWWM) war ein Wettbewerb im Handtaschen-Weitwurf, der von 2012 bis 2016 im Movie Park Germany in Bottrop-Kirchhellen ausgetragen wurde. Es galt, für den WM-Titelgewinn seines Heimat- oder Lieblingslandes eine Handtasche möglichst weit zu werfen. Die Weltmeisterschaft wurde von Privatpersonen und dem Movie Park Germany organisiert. Das in den Niederlanden angefertigte und aus Kupfer bestehende „Goldene Täschchen“ wurde als Wandertrophäe vergeben.
In der Westdeutschen Allgemeine Zeitung am 19. April 2017 erklärte Ideengeber André Puchta die jährliche Ausrichtung der HTWWWM für beendet.

## Inszenierung
Das WM-Team eines Teilnehmer-Landes bestand aus vier Hobby-Athleten. Handtaschen wurden leihweise bereitgestellt, vor Ort gewogen und seit dem Jahr 2013 vor dem Wurf durch einen Anti-Doping-Beauftragten verplombt.
Die Bewerbung war kostenlos möglich. Fahnenträger, Cheerleader und Fanclubs schmückten den Einlauf der teils ländertypisch bekleideten Nationalmannschaften. Die Länder-Begegnungen wurden zu Beginn des Wettbewerbs ausgelost.

## Bewertung
Die Vorrunde wurde im Gruppenmodus durchgeführt. In vier Qualifikationsgruppen traten die Gruppenteilnehmer im direkten Vergleich gegeneinander an. Der Sieger jedes Duells erhielten zwei Punkte, der Verlierer null Punkte. Jeder Teilnehmer hatte in der Vorrunde nur einen Versuch je Begegnung. In der Tabelle zählte bei gleicher Wurfweite mehrerer Länder der direkte Vergleich. Sollte die Wurfweite gleich sein, zählten die mehr geworfenen Meter. Bei Weitengleichheit zählte das Urteil der Jury zur Ausführung.
Von den teilnehmenden Nationalmannschaften erreichten acht WM-Teams das Viertelfinale, das sich aus den vier Gruppensiegern und den vier Gruppenzweiten zusammensetzte. Ab dem Viertelfinale ging es im K.-o.-System weiter, bis im Finale der besten beiden Teams der Sieger ermittelt wurde. Ab dem Viertelfinale erhielt jeder Teilnehmer zwei Versuche. Der Weiteste der beiden Würfe kam dann in die Wertung.
Die Jury beurteilte neben der Weite nach technischer Ausführung und Choreographie. Die Kombination aus Wurfweite, technischer Ausführung und Choreographie (Ausstrahlung der Gruppe in Mimik und Gestik, Zustand der Handtaschen, Requisiten, Schminktechnik und Schuhwerk) ergab im Punktesystem das Gesamtergebnis.
Berücksichtigt wurde dabei auch die individuelle Körperbeherrschung (Schritttechnik, Sprungvermögen, Drehvermögen, Balance, Körperspannung und Kondition) und Kreativität (Vielfältigkeit und Ideenreichtum, eigenen Ideen und originelle Schritte).
Seit 2014 gab es ein gemeinsam mit Teilnehmern diskutiertes und verabschiedetes verbindliches Regelwerk.
Als Wurfmöglichkeiten standen den vierköpfigen WM-Teams zur Auswahl:
- Stoßen: Der Werfer steht mit beiden Beinen parallel frontal zur Wurfrichtung und hält die Handtasche seitlich an den beiden Henkeln. Die Wurfbewegung erfolgt mit Ausholen nach hinten zwischen die Beine mit anschließendem ruckartigen Aufrichten und Körperstreckung beim Abwurf beidhändig nach vorne.
- Kurbelwurf: in Schrittstellung wird der vordere Fuß kräftig in den Boden gestemmt, mit dem gegenüberliegenden hinteren Arm dann mit kräftigem Kurbeln Schwung geholt und mit Körperstreckung beim Abwurf die Handtasche kräftig nach vorne geschleudert.
- Freestyle: Bei dieser Technik ist alles erlaubt – solange die Handtasche im Sektor landet, keine Drehungen eingebaut werden und nicht über die Abwurflinie getreten wird.
- Diskuswurf: Beim Probedurchgang die weiteste Technik – allerdings schwer zu beherrschen und häufig außerhalb des Sektors und damit ungültig. Die Ausgangsstellung erfolgt wie bei einem Diskuswurf aus dem Stand in Wurfauslage, d. h. seitlich zur Wurfrichtung, die Handtasche an den Henkeln gepackt in Verlängerung des gestreckten Wurfarms. Nach Ausholbewegung entgegen der Rotationsrichtung wird die Handtasche durch schnellkräftige Rotation der Hüfte in Wurfrichtung beschleunigt und mit kräftigem Aufstemmen des vorderen Fußes beim Abwurf ähnlich einem Diskus seitlich herausgeschleudert.

Die Schwierigkeit bei den Würfen bestand darin, die Flugkurve der Handtasche richtig einzuschätzen. Da sie nicht so aerodynamisch ist wie klassische Wurfgeräte, konnte auch der Wind eine gehörige Rolle spielen, so dass nur mit dem richtigen Einstellwinkel zum Wind und ausreichend Stabilität beim Abwurf die Spitzenweiten zu erzielen waren. Die meisten Meter ließen sich mit guter Beschleunigung der Tasche und schnellem Aufrichten der Hüfte erzielen.

## Gültigkeit des Wurfs
Der Abwurf und die gesamte Wurfbewegung mussten innerhalb der eingezeichneten Abwurfzone erfolgen. Ein Anlauf darüber hinaus war nicht erlaubt. Die Wurfweite wurde an der Stelle gemessen, wo die Handtasche das erste Mal den Boden berührte. Die erste Bodenberührung musste innerhalb des eingezeichneten Wurfsektors erfolgen. Landete die Handtasche beim ersten Aufkommen außerhalb des Sektors, war dieser Wurf ungültig zu werten.
Ein ungültiger Wurf konnte nicht wiederholt werden; in die Wertung gingen dann null Weitenmeter ein. Berührte die Handtasche eine eventuell aufgestellte Bande oder Absperrung und landete dann innerhalb des Sektors, so war der Wurf als gültig zu werten und wurde entsprechend an der Stelle des Aufkommens gemessen.
Drehungen des Werfers um die Körperachse zum Beschleunigen, wie beim Diskus- oder Hammerwurf, waren nicht erlaubt. Solche Würfe waren als ungültig zu werten. Ein gerader Anlauf war innerhalb der markierten Abwurfzone dagegen erlaubt.
Solange die Handtasche noch in der Luft war, musste der Werfer hinter der Abwurflinie bleiben. Sobald er beim Wurf mit irgendeinem Körperteil jenseits der Abwurflinie den Boden berührte oder auf die Abwurflinie kam, war der Wurf als ungültig zu werten.

## Trainingscamps
Im Vorfeld der HTWWWM 2013 fanden erstmals drei Trainingscamps für interessierte und bereits angemeldete Werfer auf Djerba sowie in Berlin und Köln statt.

## Statistik
HTWWWM 2012
Die 1. HTWWWM fand am 11. August 2012 in Bottrop-Kirchhellen statt und wurde von Comedian Gisbert Fleumes moderiert. Jury-Präsidentin Irmgard Knüppel und Bundestrainer Jens Vatter führten Interviews mit den Beteiligten.
Teilnehmende Nationen: Belgien, Deutschland, Frankreich, Großbritannien, Italien, Niederlande, Polen, Russische Föderation, Schweiz, Spanien, Türkei, Vereinigte Staaten von Amerika
HTWWWM 2013
Die 2. HTWWWM fand am 17. August 2013 in Bottrop-Kirchhellen statt und wurde von Comedian Heinz Schmittmeier moderiert. Jury-Präsidentin Irmgard Knüppel, Jury-Mitglied Natascha Ochsenknecht und Bundestrainer Jens Vatter führten Interviews mit den Beteiligten.
Teilnehmende Nationen: Curaçao, Belgien, Brasilien, Deutschland, Frankreich, Italien, Monaco, Neuseeland, Niederlande, Österreich, Polen, Schweiz, Vatikanstaat, Vereinigte Staaten von Amerika
HTWWWM 2014
Die 3. HTWWWM fand am 2. August 2014 in Bottrop-Kirchhellen statt und wurde von Sascha Heyna moderiert. Jury-Mitglied Margarethe Schreinemakers führte Interviews mit den Beteiligten.
Teilnehmende Nationen: Deutschland, Curaçao, Niederländische Antillen, Australien, Vereinigte Staaten von Amerika, Neuseeland, Frankreich, Kuba, Schweiz, Finnland, Vatikanstaat, Österreich, Niederlande, Belgien, Costa Rica, Jamaika, Griechenland, Monaco, Brasilien, Italien
HTWWWM 2015
Die 4. HTWWWM fand am 1. August 2015 in Bottrop-Kirchhellen statt und wurde von Roberto Blanco moderiert.
Teilnehmende Nationen: Deutschland, Dänemark, Finnland, Französisch-Guyana, Italien, Jamaika, Kuba, Mexiko, Niederlande, Österreich, Pitcairninseln, Rumänien, Schweiz, Vereinigte Staaten von Amerika, Vatikanstaat
HTWWWM 2016
Die 5. HTWWWM fand am 6. August 2016 in Bottrop-Kirchhellen statt und wurde von Eva Jacob von den Jacob Sisters und Sarah Knappik moderiert.
Teilnehmende Nationen: Barbados, Brasilien, Dänemark, Deutschland, Finnland, Frankreich, Kuba, Neuseeland, Niederlande, Niederländische Antillen, Österreich, Pitcairninseln, Rumänien, Schweden, Schweiz, Venezuela, Vereinigte Staaten von Amerika

## Sieger
- 2016: Dänemark mit einer erzielten Gesamt-Wurfweite von 140,00 Meter im Finale vor Österreich (107,47 Meter)[16]
- 2015: Österreich mit einer erzielten Gesamt-Wurfweite von 67,44 Meter im Finale vor den Pitcairninseln (55,42 Meter)
- 2014: Österreich mit einer erzielten Gesamt-Wurfweite von 92,81 Meter im Finale vor Frankreich (85,92 Meter)
- 2013: Neuseeland mit einer erzielten Gesamt-Wurfweite von 77,34 Meter im Finale vor Vatikanstaat (75,76 Meter)
- 2012: Deutschland mit einer erzielten Gesamt-Wurfweite von 76,46 Meter im Finale vor Großbritannien (64,79 Meter)

## Weltrekorde
- 2016: Stefan Koopmann[17] für das Team Dänemark mit einer erzielten Wurfweite von 46,20 Meter
- 2015: Pierre Ermini[18] für das Team Finnland mit einer erzielten Wurfweite von 35,32 Meter
- 2014: Pierre Ermini[19] für das Team Finnland mit einer erzielten Wurfweite von 30,95 Meter
- 2013: Stefan Krämer[20] für das Team Vatikanstaat mit einer erzielten Wurfweite von 24,21 Meter
- 2012: Joachim Mans[21] für das Team Deutschland mit einer erzielten Wurfweite von 22,66 Meter

## Berichterstattung
Im Welt-der-Wunder-Ranking der zehn ausgefallensten Veranstaltungen in Europa landete die HTWWWM im April 2015 auf Platz 4. Die BILD zählte die Veranstaltung im April 2015 zu zehn verrückten Wettbewerben und Festivals in aller Welt sowie MSN im März 2016 zu den 47 merkwürdigsten Sportarten weltweit. Im Deutsche-Welle-Ranking der zehn schrägsten Veranstaltungen in Europa wird die HTWWWM im April 2016 auf Platz 8 aufgeführt.
Am 13. August 2012 berichtete die türkischsprachige Tageszeitung Hürriyet über die Austragung der Weltmeisterschaft, am 3. August 2015 CNN, Myanmar International und Đài Phát thanh - Truyền hình Vĩnh Long in Vietnam, am 5. August 2015 Agenzia Nazionale Stampa Associata in Italien und Rediff.com in Indien, am 7. August 2016 Minutouno.com in Argentinien, am 8. August 2016 der iranische Auslandsfernsehsender Press TV und Abb Takk News in Pakistan, am 9. August 2016 Al-Balad (newspaper) im Libanon, am 23. September 2016 Wion Tv in Indien sowie am 10. August 2016 SAPO (company) in Portugal.
Die Fernsehserie Dahoam is Dahoam des Bayerischen Rundfunks widmete der HTWWWM am 16. November 2015 die Folge „Handtaschen-Weitwurf“.

## Sonstiges
Bei einem vom Österreichischen Leichtathletik-Verband am 24. Mai 2019 in Wien ausgerichteten Wettkampf erzielte der Teilnehmer  Will Dibo eine Wurfweite von 71,31 Meter, jedoch mit einer adaptierten Diskuswurf-Technik. Nach den Regularien der HTWWWM wird die Handtasche an den Henkeln gepackt in Verlängerung des gestreckten Wurfarms aus dem Stand geworfen.